# Крутицкая епархия
Крути́цкая (первоначально Сара́йская или Са́рская) епархия — упразднённая епархия Русской церкви. Название с 1920 года иногда используют для обозначения части Московской епархии, находящейся под управлением митрополита Крутицкого как патриаршего наместника.
С 1922 года существовала под тем же именем обновленческая епархия, первоначально возглавляемая Антонином Грановским.

## Названия
- с 1261 — Сарайская
- с 1269 — Переяславская и Сарайская
- с 1291 — Сарайская и Подонская
- с ок. 1450 — Сарская и Подонская
- c 1742 — Крутицкая и Подрельская
- 1764—1788 — Крутицкая и Можайская

- с 1920 — Крутицкая
- c 1947 — Крутицкая и Коломенская

## История
Учреждена в 1261 году митрополитом Киевским и всея Руси Кириллом II по ходатайству великого князя Александра Невского с разрешения правителя Золотой Орды Берке с кафедрой в Сарай-Бату, столице Золотой Орды.
Сарайская епархия занимала всю южную Русь между Волгой и Днепром. Первым епископом Сарайским стал святитель Митрофан (1261—1269), в управлении которого находилась также Переяславская епархия.
«В 1261 году, к утешению Российской Церкви и народа, страдавших от ига татарского, в самой Орде поставлена была кафедра христианского епископа. Святитель Сарайский был наставником и учителем князей, томившихся в Орде, и целых тысячей русского народа, захваченных в плен татарами, и оставшихся в Орде в виде рабов, — и имел титул Сарского и Подонского; ибо область его простиралась от Черного Яра по Хопру и по Дону. Промыслу Божию, посетившему наше отечество несчастьем, угодно было устроить так, что Православная вера наша находила себе покровительство в Золотой Орде, у потомков Чингиз-Хана, даже и тогда, как Берки-Хан, первый из Золотоордынских ханов принял ислам в 1312 году. В его столице русское духовенство свободно отправляло богослужение, и не было обложено податями; а достоинство Православной веры ограждалось ханским законом, осуждавшим на смертную казнь того, кто будет хулить сию веру». Феогност имел вторую кафедру в Переславле близ Днепра (ниже Киева) и именовался в 1279 году епископом Переславским и Сарайским. Третьим Сарайским епископом был грек Варлаам, который, будучи в Москве, испросил у князя Даниила Александровича устроить себе подворье, где около 1300 года основал Крутицкий монастырь, который позже передал своё имя всей Крутицкой епархии. После Варлаама все Сарайские архиереи оставили кафедру в ханской столице и стали проживать в Москве. Седьмой епископ Афанасий (митрополит Всея Руси Алексий (Бяконт)), около 1350 года окончательно утвердил разделение между Рязанской и Крутицкой епархиями, начиная от Чёрного-Яра (на Волге ниже Сарая) до реки Хопра, по Дон, так что левая сторона Дона осталась за Рязанскою, а правая за Крутицкой епархией, вследствие чего область Новосильского княжества с городами Новосиль, Одоев, Белёв и Чернь отошли к Афанасию, принявшему титул епископа Сарского и Подонского (по реке Дон), западные пределы епархии за Окой ограничивались Смоленским княжеством. В это время Крутицкие архиереи иногда назывались Подрыльскими. Восьмой епископ Иоанн, а девятый Матвей, который участвовал в погребении митрополита Алексия в Чудовом монастыре, а потом, как один из архиереев, за отбытием наместника Митяя Тешиловского в Царьград на постановление в митрополиты всея Руси, вместе с Сергием Радонежским благословил князя Дмитрия Донского на Куликовскую битву. Десятый Крутицкий владыка Савва совершил погребение Дмитрия Донского (20 мая 1389 года) в московском Архангельском соборе вместе со Смоленским епископом Даниилом.
При митрополите Ионе (1448—1461) в 1454 году «Сарайский епископ Вассиан из ослабевшей Орды переехал жить на московские Крутицы», близ Новоспасского монастыря, ныне в Москве. Сарайские святители стали ближайшими административными помощниками московских первосвятителей (митрополитов, а впоследствии патриархов). С 1551 года имели право временно замещать вдовствующую первосвятительскую кафедру предоставлено правилами Стоглавого собора Сарскому владыке. В 1589 году было учреждено патриаршество, и московский митрополит Иов возведён первым патриархом Московским и всея Руси, в то же время Крутицкий епископ Геласий пожалован в митрополиты с правом «в качестве блюстителя патриаршего престола, заведывая делами обширной Патриаршей области», а епархия Сарская и Подонская возведена в митрополию. В мае 1591 года Геласий вместе с боярином князем Василием Ивановичем Шуйским был следователем в Угличе по делу о смерти царевича Дмитрия. Крутицкий митрополит Пафнутий, лично знавший Лжедмитрия I, бывшего при нём иеродиаконом в Чудовом монастыре, разослал в 1605 году из Москвы всех иноков, товарищей Лжедмитрия по дальним пустыням. Князь Дмитрий Пожарский в 1612 году целовал крест (присягнул) в Крутицком монастыре. Крутицкий митрополит Питирим, переведённый из новоспасских архимандритов и хиротонисанный патриархом Питиримом, в 1657 году переведён из Крутиц в Новгород, а потом в 1672 году по желанию царя Алексея Михайловича возведён на Всероссийский патриарший престол. Скончался в 1673 году и погребён в кремлёвском Успенском соборе. Митрополит Варсонофий из дворян Чертковых с 1676 по 1688 год перестроил крутицкий соборный Успенский храм, где и был погребён в 1688 году.
В 1681 году царём Фёдором Алексеевичем была задумана обширная реформа епархиальной структуры Русской церкви. Одной из мер реформы, по сообщению Сильвестра (Медведева), должно было стать упразднение Крутицкой кафедры, для чего митрополит Варсонофий (Чертков) был переведён в Тверь. Однако бо́льшая часть преобразований не была проведена в жизнь, в частности, в отношении Крутицкой кафедры, и в декабре 1681 года Варсонофий вновь стал Крутицким митрополитом.
По кончине последнего патриарха Андриана в 1700 году Пётр I подчинил Крутицкую митрополию Москве до поставления в 1701 году Рязанского митрополита Стефана Яворского. Последним митрополитом Сарским и Подонским был Иларион (1703—1711), последующий чудовский архимандрит Феодосий (князь Вадбольский) был рукоположён просто епископом Сарским и Подонским (1711—1712). С 1761 по 1768 год Крутицкая епархия была подчинена известному учёному, архиепископу Амвросию (из дворян Бантыш-Каменских), который покровительствовал юному Григорию Потёмкину.
При Амвросии с 1764 года титул Сарского и Подонского заменён на Крутицкий и Можайский и окончательно отобраны монастырские вотчины.
В 1788 году упразднена с присоединением к Московской епархии, а города Белёв и Одоев отошли к Коломенской епархии. При росписи епархиальных архиереев по губерниям указом императора Павла I в 1799 году вместо Крутицкой епархии учреждена Калужская и Боровская епархии.
Границы Сарской-Крутицкой епархии расширялись до конца её существования в XVIII веке. К концу XVII века в неё входили: Болхов, Мценск, Карачев, Ливны, значительная часть Калужской епархии (в границах XIX века, исключая Калугу), Вязьму, Можайск и другие города нынешней Московской епархии. К концу XVIII века епархия была одной из обширнейших в Русской церкви, объединявшей 907 храмов.
При Крутицкой епархии в 1788 году числилось: монастырей мужских — 8, женских — 6, за коими в 1764 году по 3-й ревизии числилось: крестьян — 18 888, монахов — 160, монахинь — 22, церквей — 903, священников — 1117, диаконов — 624, церковнослужителей — 2130, приходских дворов — 82 124.
Титул восстановлен в 1918 году для патриаршего наместника.
Согласно Положению об управлении Русской православной церковью 1945 года, «для облегчения Патриарха в его попечениях об общецерковных делах Московской епархией управляет, по указанию Патриарха, на правах Епархиального Архиерея, Патриарший Наместник с титулом Митрополита Крутицкого», кроме того, в период междупатриашества «Митрополит Крутицкий вступает в самостоятельное управление Московской епархией».
С 1947 года носит современное название — Крутицкая и Коломенская, а титул главы епархии — митрополит Крутицкий и Коломенский.

## Епископы
Сарайские
- Митрофан (1261—1269)
- Феогност (1269 — упом. 1291) еп. Переяславский и Сарайский
- Исмаил (упом. 1296—1312)
- Варсонофий (1312 — упом. 1330)

Сарские и Подонские
- Софония (упом. 1330—1334)[7]
- Афанасий (июнь 1334—1356)
- Иоанн (1356 — ?)[8]
- Матфей (упом. ок. 1365)
- Савва (19 января 1382 — 9 июля 1403)
- Тимофей (20 июля 1404 — упом. 22 марта 1416)
- Иов (упом. 1441)

епархия носила наименование Крутицкой, но сохраняла также и наименование Сарской и Подонской
- Вассиан (упом. 1454 — 8 апреля 1466)
- Прохор (11 марта 1471 — декабрь 1492)
- Силуан Грек (4 мая 1493 — конец 1496)
- Евфимий (Подрез) (18 декабря 1496 — 12 июня 1499)
- Трифон (Дубина) (14 июля 1499—1507)
- Досифей (Забела) (23 января 1508 — 2 февраля 1544)
- Савва (Черный) (24 февраля 1544 — 17 февраля 1554)
- Нифонт (Кормилицын) (11 марта 1554—1558)
- Матфей (январь 1559—1564)
- Галактион (8 апреля 1565 — 30 августа 1568)
- Герман (1568—1572)
- Тарасий (1572 — 20 декабря 1578)[9]
- Феодорит (упом. 15 января 1580)[10]
- Симеон (1581 — 22 сентября 1582)[11]
- Варлаам (Пушкин) (1583—1586)
- Геласий (ноябрь 1586 — 26 сентября 1601)
- Пафнутий (1605 — упом. 1608)
- Павел I (1612—1613)[12]
- Иона (Архангельский) (1613—1624)
- Киприан (Старорусенников) (14 ноября 1624 — 20 октября 1626)
- Павел II (31 декабря 1626—1636)
- Серапион (Сысоев) (1 января 1637—1651 (2 мая 1653))
- Сильвестр (10 июля 1653 — июнь 1654)
- Питирим (2 декабря 1655 — 9 ноября 1657, 23 ноября 1657 — 6 августа 1664)
- Павел III (22 августа 1664 — 9 сентября 1675)
- Варсонофий (Еропкин) (1676 — 6 сентября 1681, декабрь 1681 — 18 мая 1688)
- Евфимий (Рылков) (12 августа 1688 — 14 апреля 1695)
- Тихон (Воинов) (21 апреля 1695 — 25 марта 1699)
- Трифиллий (Инихов) (20 июля 1699 — 28 июня 1702) [8]
- Иларион (Властелинский) (21 марта 1703 — 11 марта 1711)
- Феодосий (Вадбольский) (25 марта 1711 — 13 августа 1712)
- Алексий (Титов) (21 января 1714 — 25 января 1719)
- Игнатий (Смола) (25 января 1719 — 23 августа 1721)
- Арсений Фиваидский (23 августа 1721 — 3 марта 1722)
- Леонид (Петровский) (3 марта 1722 — 1 сентября 1742)

Крутицкие
- 1742—1748 — Платон (Малиновский)
- 1748—1760 — Иларион (Григорович)
- 1761—1768 — Амвросий (Зертис-Каменский)
- 1768—1771 — Сильвестр (Страгородский)
- 1771—1776 — Самуил (Миславский)
- 1776—1782 — под управлением Московской синодальной конторы
- 1782—1785 — Амвросий (Подобедов)
- 1785—1788 — под управлением Московской синодальной конторы

Крутицкие (викарные)
1. Иоасаф (Каллистов) (11 октября 1919 — 3 февраля 1920)
2. Евсевий (Никольский) (18 февраля 1920 — 31 января 1922)
3. Никандр (Феноменов) (31 января 1922 — 24 января 1924)
4. Петр (Полянский) (24 января 1924 — 10 октября 1937) с 10 декабря 1925 епархией не управлял, был в тюрьмах и ссылках

Крутицкие и Коломенские (викарные)
1. 1944—1960 — Николай (Ярушевич)
2. 1960—1963 — Питирим (Свиридов)
3. 1963—1971 — Пимен (Извеков)
4. 1971—1977 — Серафим (Никитин)
5. с 1977 — Ювеналий (Поярков)